# Confédération des employeurs finlandais
La confédération des employeurs finlandais (Suomen Työnantajain Keskusliitto, sigle  STK) était une organisation patronale finlandaise. 

## Histoire
Ses origines remontent à la Confédération des employeurs finlandais fondée en 1907, qui a changé son nom en 1918 pour devenir la Confédération des employeurs finlandais,.
En 1992 STK et la Confédération des industries fusionnent pour former la Confédération des industries finlandaises (TT). 
En 2005 TT et les Employeurs de services fusionnent pour former la  Confédération du commerce et de l'économie.

## Direction
Les directeurs successifs de STK:
- Axel Palmgren 1918 – 1936
- Antti Hackzell 1936 – 1945
- V. A. M. Karikoski 1945 – 1958
- Johan Nykopp 1958 – 1961
- Päiviö Hetemäki 1962 – 1971
- Timo Laatunen 1971 – 1975
- Pentti Somerto 1975 – 1988
- Tapani Kahri 1988 – 1990
- Johannes Koroma 1990 – 1992